# بخش لاگرنج (شهرستان لورین، اوهایو)
بخش لاگرنج (به انگلیسی: LaGrange Township) یک منطقهٔ مسکونی در ایالات متحده آمریکا است که در اوهایو واقع شده‌است.
 بخش لاگرنج ۶۷٫۲۸ کیلومتر مربع مساحت و ۶٬۱۶۴ نفر جمعیت دارد و ۲۵۱٫۴۶ متر بالاتر از سطح دریا واقع شده‌است.